# Callopistria albomacula
Callopistria albomacula là một loài bướm đêm trong họ Noctuidae.